# Shorty Wanna Ride
Shorty Wanna Ride  è il secondo singolo del rapper statunitense Young Buck, estratto dall'album "Straight Outta Ca$hville". È stato prodotto da Lil' Jon.

## Informazioni
La canzone ha raggiunto la posizione n.17 nella chart Billboard Hot 100, la n.8 nella Hot R&B/Hip-Hop Songs e la n.6 nella Hot Rap Tracks. Il testo è stato scritto dallo stesso Young Buck.
Il videoclip si ispira al film "Assassini nati" ("Natural Born Killers") e contiene i cameo degli attori Malinda Williams e Pauly Shore. Alla fine è possibile sentire un pezzo del brano "Stomp", presente anch'esso in "Straight Outta Ca$hville".

## Posizioni in classifica
| Chart (2004-2005)                     | Posizione massima |
| ------------------------------------- | ----------------- |
| Billboard Hot 100 (USA)               | 17                |
| Billboard Hot R&B/Hip-Hop Songs (USA) | 8                 |
| Billboard Hot Rap Tracks (USA)        | 6                 |
| Billboard Hot RingMasters (USA)       | 4                 |